# شوتا كاتانو
شوتا كاتانو (باليابانية: 角野 翔汰) (مواليد 21 يونيو 1992)، هو لاعب كرة قدم كان يلعب كلاعب وسط.

## وصلات خارجية
- شوتا كاتانو على موقع رابطة كرة القدم اليابانية للمحترفين (اليابانية)
- شوتا كاتانو على موقع Soccerway.com (الإنجليزية)